# 星园街道
星园街道是中华人民共和国安徽省亳州市涡阳县下辖的一个街道办事处。2018年7月由城东街道和城西街道合并而成，是中华人民共和国安徽省亳州市涡阳县下辖的一个乡镇级行政单位。

## 行政区划
星园街道下辖以下村级行政区划单位：
马寨社区、杨王社区、蒙关社区、潘寨社区、尹沟社区、俞庄社区、田小庙村、黄庄村、刘旮旯村、盛庄村、陈李村、史寨村、赵瓦房村、焦尧村。